# Zuccagnia punctata
Genre
Espèce
Zuccagnia punctata est une espèce de plantes à fleurs dicotylédones de la famille des Fabaceae, sous-famille des Caesalpinioideae, originaire d'Amérique du Sud. C'est l'unique espèce acceptée du genre Zuccagnia (genre monotypique) 

## Étymologie
Le nom générique « Zuccagnia » est un hommage au botaniste italien, Attilio Zuccagni (1754–1807). 
L'épithète spécifique, « punctata », est un adjectif latin signifiant « tacheté, ponctué » , en référence à l'aspect de la surface des feuilles.